# بريان فوندو
بريان فوندو مواليد 18 فبراير 1984 في بانغاسينان، الفلبين، هو لاعب كرة سلة فلبيني. بدأ مسيرته الاحترافية في سنة 2009. يلعب مع ميرالكو بولتز في الرابطة الفلبينية لكرة السلة كلاعب وسط. يحمل الرقم 0. يبلغ طوله 6 قدم 6 بوصة (2.0 م).

## المسيرة الاحترافية
لعب مع ميرالكو بولتز في موسم 2011–2012، ثم لعب مع سان ميغيل بيرمن في سنة 2013، ثم لعب مع بارانجي جينبرا سان ميغيل في سنة 2013، ثم لعب مع ميرالكو بولتز في سنة 2015.